# Obsessed by Cruelty
| Críticas profissionais | Críticas profissionais |
| Avaliações da crítica  | Avaliações da crítica  |
| Fonte                  | Avaliação              |
| ---------------------- | ---------------------- |
| Sputnik                | [ 1 ]                  |

Obsessed by Cruelty é o primeiro álbum da banda alemã Sodom, lançado em 1986 pela Steamhammer.
O álbum teve grande influência no desenvolvimento do black metal. O fundador e guitarrista do Mayhem, Euronymous, descreveu os trabalhos iniciais de Sodom e Destruction como subestimadas "obras-primas de black metal pútrido". Euronymous também nomeou sua gravadora,  Deathlike Silence Productions, com o nome da segunda faixa deste disco.
Fenriz da banda norueguesa Darkthrone afirmou ao livro "Black Metal - Evolution Of The Cult": "Obsessed By Cruelty é um álbum muito importante de Black Metal para mim, mas quando eu o comprei quando criança, eu pensava 'Hmmm, isso é um Thrash estranho'. Eu não compreendia a escuridão nele."

## Faixas
Todas as canções foram  compostas por Chris Witchhunter, Tom Angelripper, Michael Wulf e Uwe Christophers.

### Versão americana
| Lado Obsessed |                        |         |  |
| N.º           | Título                 | Duração |  |
| 1.            | "Intro"                | 1:53    |  |
| 2.            | "Deathlike Silence"    | 5:06    |  |
| 3.            | "Brandish the Sceptre" | 2:56    |  |
| 4.            | "Proselytism Real"     | 3:31    |  |
| 5.            | "Equinox"              | 3:32    |  |

| Lado Cruelty |                            |         |  |
| N.º          | Título                     | Duração |  |
| 6.           | "Obsessed by Cruelty"      | 5:47    |  |
| 7.           | "Fall of Majesty Town"     | 4:01    |  |
| 8.           | "Nuctemeron"               | 3:00    |  |
| 9.           | "Pretenders to the Throne" | 2:39    |  |
| 10.          | "Witchhammer"              | 2:02    |  |
| 11.          | "Volcanic Slut"            | 3:21    |  |

### Versão alemã
| Lado um |                          |         |  |
| N.º     | Título                   | Duração |  |
| 1.      | "Intro (The Rebirth...)" | 0:56    |  |
| 2.      | "Deathlike Silence"      | 5:18    |  |
| 3.      | "Brandish the Sceptre"   | 2:56    |  |
| 4.      | "Proselytism Real"       | 3:25    |  |
| 5.      | "Equinox"                | 3:36    |  |
| 6.      | "After the Deluge"       | 4:54    |  |

| Lado dois |                            |         |  |
| N.º       | Título                     | Duração |  |
| 7.        | "Obsessed by Cruelty"      | 5:05    |  |
| 8.        | "Fall of Majesty Town"     | 4:04    |  |
| 9.        | "Nuctemeron"               | 3:02    |  |
| 10.       | "Pretenders to the Throne" | 2:37    |  |
| 11.       | "Witchhammer"              | 1:36    |  |
| 12.       | "Volcanic Slut"            | 2:58    |  |

## Créditos
- Chris Witchhunter — Bateria, percussão
- Tom Angelripper — Baixo, vocal
- Michael Wulf (Destructor) — Guitarra (em todas as faixas, exceto "After the Deluge")
- Uwe Christophers (Assator) — Guitarra em "After the Deluge"

Produção
- Witchhunter, Angelripper  — Desenho/capa
- Bobby Bachinger  — Engenheiro
- David Klammer  — Fotografia